# Weißwasser (Oberlausitz)
Weißwasser (Oberlausitz) – stacja kolejowa w Białej Wodzie (łuż. Běła Woda) położona na Górnych Łużycach w kraju związkowym Saksonia w Niemczech, na linii kolejowej łączącej Görlitz z Berlinem, nieopodal granicy z Polską. Znajdują się tu 2 perony.
Na szyldach wywieszonych na peronach i budynku stacyjnym znajduje się nazwa miejscowości w dwóch językach: niemieckim – Weißwasser (Oberlausitz) i górnołużyckim – Běła Woda.
| Weißwasser (Oberlausitz)                 |  |            |
| Linia 6142 Berlin – Görlitz (157,140 km) |  |            |
| Schleife                                 |  | Weißkeißel |